# Teimour Radjabov
Teimour Radjabov (en azéri : Teymur Boris oğlu Rəcəbov), né le 12 mars 1987 à Bakou (RSS d'Azerbaïdjan, URSS), est un joueur d'échecs azerbaïdjanais. Grand maître international depuis 2001 (à quatorze ans), il a remporté la Coupe du monde d'échecs 2019.

## Carrière

### Débuts
Radjabov remporte le titre de champion du monde des moins de 12 ans en 1998. Il obtient le titre de maître international en 1999 et celui de grand maître deux ans plus tard à quatorze ans (en 2001).
Il participe au Championnat du monde de la Fédération internationale des échecs 2001-2002 à Moscou (éliminé au premier tour).
En 2003, à Linares, à 15 ans, Radjabov bat Kasparov avec les noirs.
Avec cette victoire, c'est la première fois de l’histoire qu'un joueur de 15 ans bat un numéro un mondial à la cadence de tournoi classique. En 2003, il a aussi battu Viswanathan Anand et Ruslan Ponomariov avec les noirs. Depuis leur première rencontre en 2003, à la fin de 2004 à Linares, Radjabov et Garry Kasparov ont un score de parité : 1 défaite, 1 gain et 5 nulles chacun.

### Demi-finaliste du championnat du monde (2004)
En 2004, Radjabov parvient en demi-finale du championnat du monde de la Fédération internationale des échecs 2004 à Tripoli en Libye.

### Vainqueur du tournoi de Dos Hermanas (2005)
En avril 2005, il remporte le tournoi de Dos Hermanas. La même année, il remporte la médaille d'argent au championnat d'Europe d'échecs individuel.

### Deuxième du tournoi de Linares 2006
En février 2006, Teimour a battu le champion du monde FIDE Veselin Topalov avec les noirs, et a ensuite gagné le deuxième prix ex æquo du prestigieux tournoi de Linares.

### Vainqueur du tournoi de Wijk aan Zee 2007

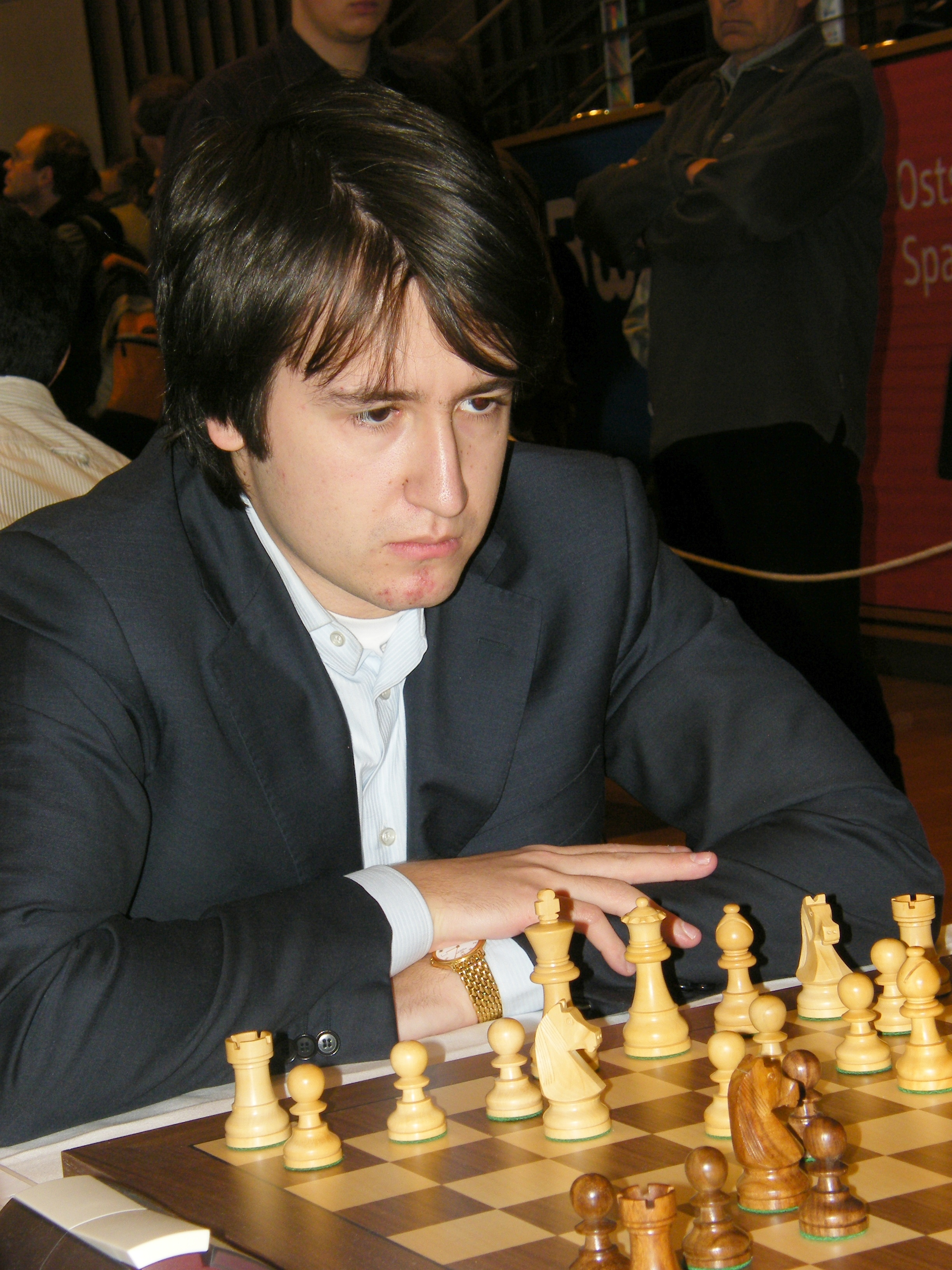
Teimour Radjabov en 2008

En 2007, alors qu'il est 11e joueur mondial, il gagne le prestigieux tournoi de Wijk aan Zee (à égalité avec Veselin Topalov et Levon Aronian). En avril 2007, il entre dans le top 10 mondial (7e place avec un Elo de 2 747).

### Deuxième du Grand Prix FIDE 2008-2010
En 2010, après avoir disputé quatre des six tournois du Grand Prix FIDE 2008-2010 et remporté le tournoi d'Elista 2008, Radjabov termine deuxième au classement général derrière Levon Aronian.
Au 1er mars 2012, il est le 5e joueur mondial avec un classement Elo de 2 784 points.

### Candidat au championnat du monde (2013)
Du 15 mars au 1er avril 2013, avec un Elo qui culmine à 2 793, il participe au tournoi des candidats de Londres pour déterminer l'adversaire de Viswanathan Anand dans le cadre du Championnat du monde d'échecs 2013. Il termine huitième et dernier avec 4 points (1 victoire, 6 nulles et 7 défaites) et une  performance Elo à 2 627.
Entre le 18 et le 30 avril 2013 il prend part au Grand Prix FIDE de Zoug en Suisse et termine 10e sur 12 avec 4,5 points sur 11 et une performance Elo à 2 687.
Avec ces deux tournois il perd 48 points Elo.

### Champion d'Europe par équipe (2013)
En 2013, Radjabov fait partie de l'équipe de l'Azerbaïdjan championne d'Europe d'Échecs par équipe à Varsovie dont il est deuxième échiquier.

### Troisième du Championnat du monde de parties rapides 2015
En 2015, Radjabov remporte la médaille de bronze au Championnat du monde d'échecs de parties rapides à Berlin derrière Magnus Carlsen et Ian Nepomniachtchi.

### Vainqueur de la Coupe du monde 2019
Radjabov a participé à deux championnats du monde (en 2001 et 2004) et à huit coupes du monde (de 2005 à 2019). 
Il remporte la Coupe du monde d'échecs 2019. Ce résultat le qualifie pour le tournoi des candidats de 2020 mais Radjabov se retire du tournoi en mars 2020, quinze jours avant son ouverture en raison des risques causés par la pandémie de coronavirus.
| Année | Lieu                             | Résultat                         | Ultime adversaire   | Adversaires battus |
| ----- | -------------------------------- | -------------------------------- | ------------------- | --- |
| 2001  | Moscou (ch. du monde)            | premier tour                     | Jaan Ehlvest        | |
| 2004  | Tripoli (championnat du monde)   | demi-finaliste                   | Michael Adams       | Mateusz Bartel, Peter Heine Nielsen, Étienne Bacrot, Pavel Smirnov, Leinier Domínguez                                   |
| 2005  | Khanty-Mansiïsk (coupe du monde) | troisième tour                   | Loek van Wely       | Diego Flores Murtas Kazhgaleïev                                                                                         |
| 2007  | Khanty-Mansiïsk (coupe du monde) | deuxième tour                    | Bartłomiej Macieja  | Vladimir Genba |
| 2009  | Khanty-Mansiïsk (coupe du monde) | deuxième tour                    | Konstantin Sakaïev  | Mohamed Ezat |
| 2011  | Khanty-Mansiïsk (coupe du monde) | quart de finale (cinquième tour) | Vassili Ivantchouk  | Frank De La Paz Perdomo, Parimarjan Negi Étienne Bacrot, Dmitri Iakovenko                                               |
| 2013  | Tromsø                           | troisième tour                   | Peter Svidler       | Jorge Cori, Lázaro Bruzón                                                                                               |
| 2015  | Bakou                            | troisième tour                   | Peter Svidler       | Samuel Sevian, Ilya Smirin                                                                                              |
| 2017  | Tbilissi                         | deuxième tour                    | Vladislav Artemiev  | Helgi Dam Ziska |
| 2019  | Khanty-Mansiïsk                  | vainqueur                        | Ding Liren          | Helgi Dam Ziska, Sanan Siouguirov Daniil Iouffa, Shakhriyar Mamedyarov Jeffery Xiong, Maxime Vachier-Lagrave Ding Liren |
| 2023  | Bakou                            | troisième tour                   | Jaime Santos Latasa | Viktor Erdos |

### Victoire auAirthings Masters2021
Le 3 janvier 2021, Teimur Radjabov remporte le dernier match du tournoi rapide en ligne Airthings Masters faisant partie du Champions Chess Tour 2020-2021, où il a affronté en quart de finale Ian Nepomniachtchi, en demi-finale Daniil Doubov et en finale Levon Aronian.

## Parties remarquables
- 2003 : Garry Kasparov - Teimour Radjabov[7]« 1. e4 e6 2. d4 d5 3. Nc3 Nf6 4. e5 Nfd7 5. f4 c5 6. Nf3 Nc6 7. Be3 a6 8. Qd2 b5 9. a3 Qb6 10. Ne2 c4 11. g4 h5 12. gxh5 Rxh5 13. Ng3 Rh8 14. f5 exf5 15. Nxf5 Nf6 16. Ng3 Ng4 17. Bf4 Be6 18. c3 Be7 19. Ng5 O-O-O 20. Nxe6 fxe6 21. Be2 Ngxe5 22. Qe3 Nd7 23. Qxe6 Bh4 24. Qg4 g5 25. Bd2 Rde8 26. O-O-O Na5 27. Rdf1 Nb3+ 28. Kd1 Bxg3 29. Rf7 Rd8 30. Bxg5 Qg6 31. Qf5 Qxf5 32. Rxf5 Rdf8 33. Rxf8+ Nxf8 34. Bf3 Bh4 35. Be3 Nd7 36. Bxd5 Re8 37. Bh6 Ndc5 38. Bf7 Re7 39. Bh5 Nd3 0-1 »
- 2006 : Veselin Topalov - Teimour Radjabov[8]« 1. d4 Nf6 2. c4 g6 3. Nc3 Bg7 4. e4 d6 5. Bd3 O-O 6. Nge2 c5 7. d5 e6 8. h3 exd5 9. exd5 Nfd7 10. f4 f5 11. O-O Na6 12. Be3 Nc7 13. Qd2 Re8 14. Bf2 Nf6 15. a3 a5 16. Bh4 Bd7 17. Kh1 Qe7 18. Rae1 Qf7 19. a4 Na6 20. g4 Nb4 21. Bb1 fxg4 22. f5 Bxf5 23. Bxf5 gxf5 24. Rxf5 Qg6 25. Ref1 Rf8 26. Ng3 Nh5 27. Nce4 Nxg3+ 28. Nxg3 gxh3 29. b3 Rae8 30. Kh2 Rxf5 31. Rxf5 Re5 32. Qg5 Qxg5 33. Bxg5 Nc2 34. Bd8 Nd4 35. Rf4 Re3 36. Rg4 Kf7 37. Re4 Rxb3 0-1 »